# Jötunheim

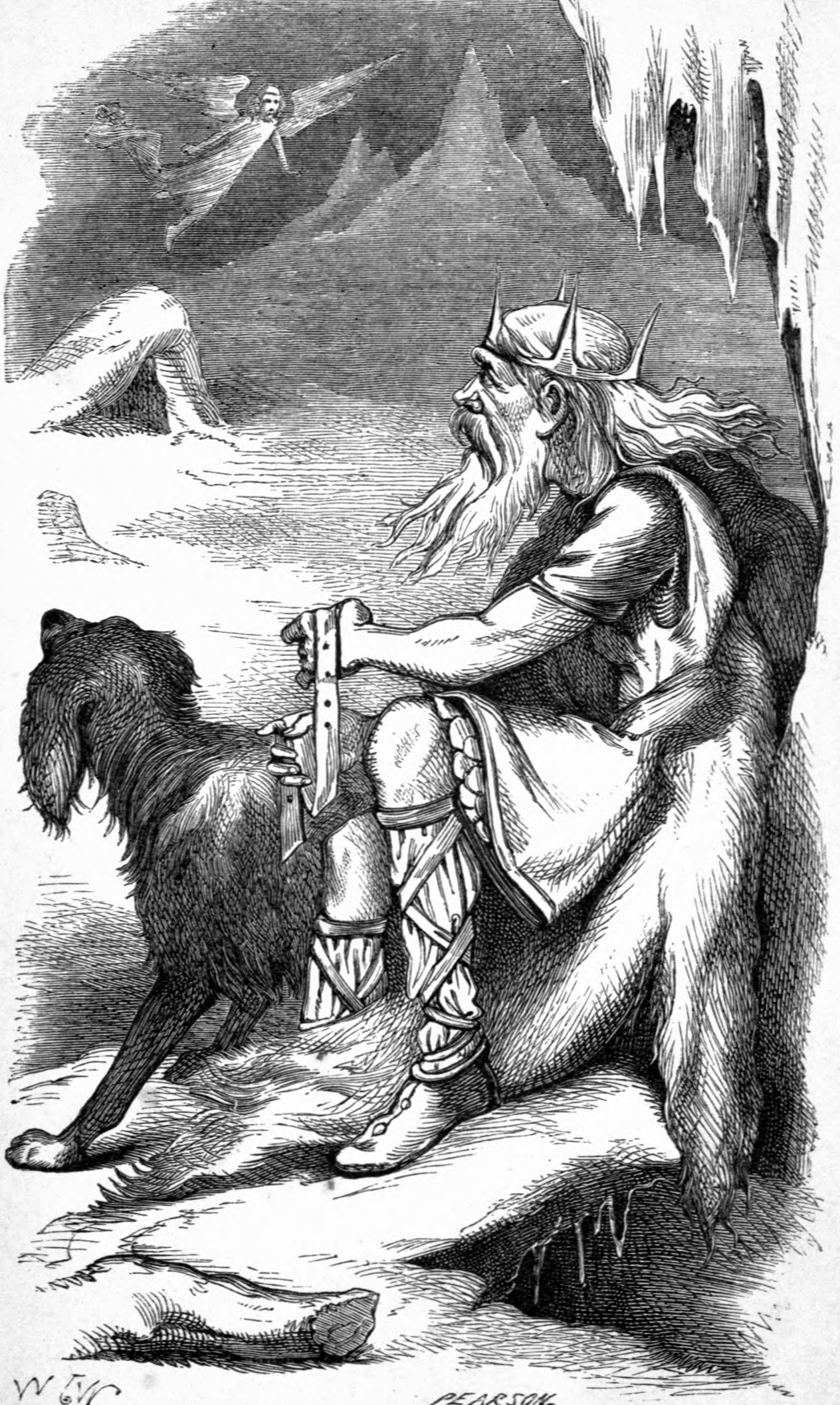
Frontispicio del libro de 1871 Wonderful Stories from Northern Lands (Historias maravillosas de las tierras del norte): en Jötunheim, Þrymr ve llegar a Loki volando.

Jötunheim (en nórdico antiguo Jǫtunheimr) es el mundo de los gigantes (de dos tipos: Roca y Hielo, llamados colectivamente jötnar, en singular jötunn) en la mitología nórdica. Desde allí amenazan a los humanos de Midgard y a los dioses de Asgard, de los que están separados por el río Iving. La ciudad principal de Jötunheim es Utgard. Gastropnir, hogar de Menglad, y Þrymheim, hogar de Þjazi, estaban ubicadas en Jötunheim, que era gobernado por el rey Þrymr. Glæsisvellir era el lugar dentro del Jötunheim donde vivía el gigante Gudmund, padre de Höfund.

## Miscelánea
Jotunheimen es el nombre de una gran cadena montañosa de Noruega. Su pico más alto es Galdhøpiggen (2.469 metros), siendo la montaña más alta de Escandinavia.
También da nombre a varias canciones de grupos de temática mitológica como el de la banda Danheim en su álbum "Hringràs" (2019). O el nombre de una canción de la banda de metal pagano Moonsorrow.
Hay una referencia en una canción de la banda de metal sinfónico Therion del disco Secret of the Runes, la canción lleva el mismo nombre.
Una fortaleza en el ficticio país de Qurac se llama Jötunheim, puesto que según la leyenda solo unos gigantes podrían haberla construido.